# جون إليوت (سياسي)
جون إليوت (بالإنجليزية: John Elliott)‏ هو محامي وسياسي أمريكي، ولد في 24 أكتوبر 1773 في الولايات المتحدة، وتوفي في 9 أغسطس 1827 في نفس البلد. حزبياً، نشط في الحزب الجمهوري الديمقراطي. وقد انتخب عضو مجلس الشيوخ الأمريكي.